# Dennis Allen
Dennis Allen (Hurst, 22 settembre 1972) è un ex giocatore di football americano e allenatore di football americano statunitense nella National Football League (NFL). Al college giocò a football alla Texas A&M University.

## Carriera da giocatore
Allen firmò con i Buffalo Bills come free agent, dopo non esser stato scelto al draft NFL 1996. Prima dell'inizio della stagione regolare venne svincolato. Nell'anno successivo si ritirò.

## Carriera da allenatore
Nel 2002 iniziò la sua carriera come allenatore nella NFL con gli Atlanta Falcons come assistente della difesa e del controllo della qualità fino al 2005.
Nel 2006 passò ai New Orleans Saints come assistente della defensive line e dal 2008 come allenatore delle secondary, nel 2010 grazie anche al contributo di ben 13 intercetti delle secondary da lui allenate i Saints vincono il Super Bowl.
Nel 2011 firmò con i Denver Broncos come coordinatore della difesa. Con lui i Broncos passarono dalla 32ª difesa della lega alla 20ª, aumentando i sack da 26 a 34.
Il 24 gennaio 2012 firmò un contratto quadriennale come capo-allenatore degli Oakland Raiders, diventando il diciottesimo nella storia della franchigia e il più giovane di tutta la NFL. Il 10 settembre debuttò nella NFL nel monday night contro i San Diego Chargers perdendo per 22 a 14. Il 23 dello stesso mese ottenne la sua prima vittoria contro i Pittsburgh Steelers.
Il 4 dicembre perse il padre Grady, a causa di un arresto cardiaco. Concluse la sua prima stagione con un record negativo di 4 vittorie e 12 sconfitte.
Con l'inizio della nuova stagione Allen cambiò il suo coordinatore dell'attacco e degli special e gli allenatori della linea offensva e dei linebacker. Dopo un inizio di stagione discreto, i Raiders persero tutte le ultime sei gare. Chiuse nuovamente con 4 vittorie e 12 sconfitte. Il 7 gennaio 2014 venne confermato per un'altra stagione, salvo essere licenziato il 29 settembre 2014 dopo avere perso tutte le prime quattro gare della stagione. Chiuse la sua esperienza ai Raiders con un record di 8 vittorie a fronte di 28 sconfitte.

## Palmarès

### Franchigia
- Super Bowl : 1

New Orleans Saints: Super Bowl XLIV come allenatore dei defensive back
- American Football Conference Championship: 1

New Orleans Saints: 2009

## Record come capo-allenatore
| Squadra    | Anno       | Stagione regolare | Stagione regolare | Stagione regolare | Stagione regolare | Stagione regolare  | Playoff | Playoff | Playoff   |
| Squadra    | Anno       | Vinte             | Perse             | Pari              | %                 | Posizione          | Vinte   | Perse   | Risultato |
| ---------- | ---------- | ----------------- | ----------------- | ----------------- | ----------------- | ------------------ | ------- | ------- | --------- |
| OAK        | 2012       | 4                 | 12                | 0                 | .250              | 3º nella AFC West  | -       | -       | -         |
| OAK        | 2013       | 4                 | 12                | 0                 | .250              | 4º nella AFC West  | -       | -       | -         |
| OAK        | 2014       | 0                 | 4                 | 0                 | .000              | Esonerato          | -       | -       | -         |
| Totale OAK | Totale OAK | 8                 | 28                | 0                 | .222              |                    | -       | -       |           |
| NO         | 2022       | 7                 | 10                | 0                 | .412              | 3° nella NFC South | -       | -       | -         |
| NO         | 2023       | 9                 | 8                 | 0                 | .529              | 2° nella NFC South | -       | -       | -         |
| NO         | 2024       | 2                 | 7                 | 0                 | .222              | Esonerato          | -       | -       | -         |
| Totale NO  | Totale NO  | 18                | 25                | 0                 | .419              |                    | -       | -       |           |
| Totale     | Totale     | 26                | 53                | 0                 | .329              |                    | -       | -       |           |